# Sołoniec (obwód smoleński)
Sołoniec (ros. Солонец) – wieś (ros. деревня, trb. dieriewnia) w zachodniej Rosji, w osiedlu wiejskim Pieriewołoczskoje rejonu rudniańskiego w obwodzie smoleńskim.

## Geografia
Miejscowość położona jest 2 km od granicy z Białorusią, 0,3 km od drogi regionalnej 66N-1613 (Krugłowka / R120 – Mogilno – Odrino), 3 km od drogi federalnej R120 (Orzeł – Briańsk – Smoleńsk – granica z Białorusią), 1,5 km od najbliższego przystanku kolejowego (462 km), 11 km od centrum administracyjnego osiedla wiejskiego (Pieriewołoczje), 7 km od centrum administracyjnego rejonu (Rudnia), 71,5 km od Smoleńska.
W granicach miejscowości znajdują się ulice: Bieriozowaja, Centralnaja, Centralnyj pierieułok, imieni Kirowa, pierieułok imieni Kirowa, Polewaja, Zapadnaja.

## Demografia
W 2010 r. miejscowość zamieszkiwały 34 osoby.

## Historia
W czasie II wojny światowej od lipca 1941 roku wieś była okupowana przez hitlerowców. Wyzwolenie nastąpiło w październiku 1943 roku.
Uchwałą z dnia 20 grudnia 2018 roku w skład jednostki administracyjnej Pieriewołoczskoje weszły wszystkie miejscowości (w tym Sołoniec) zlikwidowanego osiedla wiejskiego Krugłowskoje.